# Liste der Olympiasieger im Volleyball/Medaillengewinnerinnen
Diese Liste ist Teil der Liste der Olympiasieger im Volleyball. Sie listet alle Sieger, zweit- und drittplatzierten Mannschaften mit dem vollständigen Kader der bisherigen olympischen Volleyballturniere der Frauen auf.

## Wettbewerbe
| Olympia | Gold | Silber | Bronze |
| ------- | --- | --- | --- |
| 1964    | JapanMasae Kasai Emiko Miyamoto Kinuko Tanida Yuriko Handa Yoshiko Matsumura Sata Isobe Katsumi Matsumura Yoko Shinozaki Setsuko Sasaki Yuko Fujimoto Maseko Kondo Ayano Shibuki                                                       | SowjetunionLjudmila Buldakowa Inna Ryskal Walentina Winogradowa Astra Biltauere Marita Katuschewa Ninel Lukanina Nelli Abramowa Tatjana Roschtschina Antonina Ryschowa Tamara Tichonina Ljudmyla Hurejewa Walentyna Myschak                       | PolenKrystyna Czajkowska Józefa Ledwig Maria Golimowska Jadwiga Rutkowska Danuta Kordaczuk Krystyna Jakubowska Jadwiga Marko Maria Sliwka Zofia Szcześniewska Krystyna Krupa Hanna Krystyna Busz Barbara Hermel            |
| 1968    | SowjetunionWalentina Winogradowa Inna Ryskal Ljudmila Buldakowa Wera Galuschka Nina Smolejewa Rosa Salichowa Tatjana Sarytschewa Ljudmila Michailowskaja Tatjana Ponjajewa Galina Leontjewa Wera Lantratowa Tatjana Veinberga          | JapanSetsuko Yoshida Suzue Takayama Toyoko Iwahara Yukiyo Kojima Sachiko Fukunaka Kunie Shishikura Setsuko Inoue Sumie Oinuma Keiko Hama Makiko Furukawa Aiko Onozawa Youko Kasahara                                                              | PolenKrystyna Czajkowska Krystyna Jakubowska Krystyna Krupa Józefa Ledwig Zofia Szcześniewska Elżbieta Porzec Wanda Wiecha Lidia Chmielnicka Barbara Niemczyk Halina Aszkiełowicz Jadwiga Książek Krystyna Ostromęcka      |
| 1972    | SowjetunionLjudmila Buldakowa Wera Dujunowa Ljudmila Borosna Inna Ryskal Nina Smolejewa Tatjana Gonoboblewa Ljubow Tjurina Galina Leontjewa Tatjana Tretjakowa Rosa Salichowa Tatjana Sarytschewa Natalja Kudrewa                      | JapanNoriko Yamashita Sumie Olnuma Seiko Shimakage Makiko Furukawa Takako Iida Katsumi Matsumura Michiko Shiokawa Takako Shirai Mariko Okamoto Keiko Hama Yaeko Yamazaki Toyoko Iwahara                                                           | NordkoreaHwang He-suk Jang Ok-rim Jong Ok-jin Kang Ok-sun Kim Myong-suk Kim Su-dae Kim Yeun-ja Kim Zung-bok Paek Myong-suk Ri Chun-ok Ryom Chun-ja                                                                         |
| 1976    | JapanTakako Iida Mariko Okamoto Echiko Maeda Noriko Matsuda Takako Shirai Kiyomi Katō Yūko Arakida Katsuko Kanesaka Mariko Yoshida Shōko Takayanagi Hiromi Yano Juri Yokoyama                                                          | SowjetunionHanna Rostowa Ljudmila Schtschetinina Lilija Ossadtscha Natalja Kuschnir Olha Kosakowa Nina Smolejewa Ljubow Rudowska Larissa Bergen Inna Ryskal Ljudmila Tschernyschowa Soja Jussowa Nina Muradjan                                    | SüdkoreaLee Soon-bok Yu Jung-hyae Byon Kyung-ja Lee Soon-ok Baik Myung-sun Chang Hee-sook Ma Kum-ja Yoon Young-nae Yu Kyung-hwa Park Mi-kum Jung Soon-ok Jo Hae-chung                                                      |
| 1980    | SowjetunionOlga Zeizina Natalja Rasumowa Nadeschda Radsewitsch Swetlana Kunyschewa Irina Makogonowa Lidija Loginowa Ljubow Kosyrewa Ljudmila Tschernyschowa Swetlana Safronowa Jelena Tschesnokowa Jelena Sokolowskaja Larissa Pawlowa | DDRAndrea Heim Annette Schultz Christine Mummhardt Heike Lehmann Barbara Czekalla Karla Roffeis Karin Püschel Martina Schmidt Anke Westendorf Katharina Bullin Brigitte Fetzer Ute Kostrzewa                                                      | BulgarienTanja Dimitrowa Walentina Iliewa Silwija Petrunowa Anka Christolowa Werka Borissowa Rumjana Kaischewa Maja Georgiewa Tanja Gogowa Zwetana Boschurina Rossiza Michajlowa Galina Stantschewa Maragarita Gerassimowa |
| 1984    | ChinaLang Ping Liang Yan Zhu Ling Hou Yuzhu Yang Xiaojun Zhou Xiaolan Yang Xilan Su Huijuan Jiang Ying Li Yanjun Zheng Meizhu Zhang Rongfang                                                                                           | Vereinigte StaatenPaula Weishoff Susan Woodstra Rita Crockett Debbie Green Laurie Flachmeier Carolyn Becker Flo Hyman Jeanne Beauprey Julie Vollertsen Kimberly Ruddins Rose Magers Linda Chisholm                                                | JapanYumi Egami Kimie Morita Yuko Mitsuya Kayoko Sugiyama Miyoko Hirose Kyoko Ishida Norie Hiro Emiko Odaka Miyajima Keiko Yoko Kagabu Sachiko Otani Kumi Nakada                                                           |
| 1988    | SowjetunionSwetlana Korytowa Tatjana Krainowa Olga Kriwoschejewa Marina Kumysch Marina Nikulina Walentina Ogijenko Jelena Owtschinnikowa Irina Parchomtschuk Olga Schkurnowa Tatjana Sidorenko Irina Smirnowa Jelena Wolkowa           | PeruLuisa Cervera Alejandra de la Guerra Denisse Fajardo Miriam Gallardo Rosa García Sonia Heredia Katherine Horny Natalia Málaga Gabriela Pérez del Solar Cecilia Tait Gina Torrealva Cenaida Uribe                                              | ChinaCui Yongmei Hou Yuzhu Jiang Ying Li Guojun Li Yueming Su Huijuan Wang Yajun Wu Dan Yang Xiaojun Yang Xilan Zhao Hong Zheng Meizhu                                                                                     |
| 1992    | KubaRegla Bell Mercedes Calderón Magaly Carvajal Marlenis Costa Idalmis Gato Lilia Izquierdo Norka Latamblet Mireya Luis Tania Ortíz Regla Torres Raisa O’Farrill Ana Ibis Fernández                                                   | Vereintes TeamJewgenija Artamonowa Jelena Batuchtina Swetlana Korytowa Galina Lebedewa Tatjana Menschowa Natalja Morosowa Marina Nikulina Walentina Ogijenko Tatjana Sidorenko Irina Smirnowa Jelena Tschebukina Swetlana Wassilewskaja           | Vereinigte StaatenJanet Cobbs Tara Cross-Battle Lori Endicott Caren Kemner Ruth Lawanson Tammy Liley Elaina Oden Kimberly Oden Liane Sato Paula Weishoff Tonya Williams Yoko Zetterlund                                    |
| 1996    | KubaTaismary Agüero Regla Bell Magaly Carvajal Marlenis Costa Ana Ibis Fernández Mirka Francia Idalmis Gato Lilia Izquierdo Mireya Luis Raisa O’Farrill Yumilka Ruiz Regla Torres                                                      | ChinaCui Yongmei He Qi Lai Yawen Li Yan Liu Xiaoning Pan Wenli Sun Yue Wang Lina Wang Yi Wang Ziling Wu Yongmei Zhu Yunying | BrasilienAna Margarita Alvares Leila Barros Ericléia Bodziak Hilma Caldeira Ana Paula Connelly Márcia Regina Cunha Virna Dias Ana Beatriz Moser Ana Flávia Sanglard Hélia Souza Sandra Suruagy Fernanda Venturini          |
| 2000    | KubaYumilka Ruiz Marlenis Costa Mireya Luis Lilia Izquierdo Idalmis Gato Regla Bell Regla Torres Taismary Agüero Ana Ibis Fernández Mirka Francia Marta Sánchez Zoila Barros                                                           | RusslandOlga Potaschowa Natalja Morosowa Anastassija Belikowa Jelena Tjurina Ljubow Schaschkowa Jelena Godina Jewgenija Artamonowa Jelisaweta Tischtschenko Jelena Wassilewskaja Jekaterina Gamowa Tatjana Gratschowa Inessa Sargsjan             | BrasilienLeila Barros Virna Dias Erika Coimbra Janina Conceição Kely Fraga Ricarda Lima Kátia Lopes Walewska Oliveira Elisângela Oliveira Karin Rodrigues Raquel Silva Hélia Souza                                         |
| 2004    | ChinaChen Jing Feng Kun Li Shan Liu Yanan Song Nina Wang Lina Yang Hao Zhang Na Zhang Ping Zhang Yuehong Zhao Ruirui Zhou Suhong | RusslandJewgenija Artamonowa Ljubow Sokolowa-Schaschkowa Olga Tschukanowa Jekaterina Gamowa Alexandra Korukowez Olga Nikolajewa Jelena Plotnikowa Natalja Safronowa Marina Scheschenina Irina Tebenichina Jelizaweta Tischtschenko Jelena Tjurina | KubaZoila Barros Rosir Calderón Díaz Nancy Carillo de la Paz Ana Ibis Fernández Maybelis Martínez Liana Mesa Luaces Daimí Ramírez Anniara Muñoz Yaima Ortiz Charro Yumilka Ruiz Marta Sánchez Salfran Dulce Téllez         |
| 2008    | BrasilienPaula Pequeno Fabiana Claudino Sheilla Castro Walewska Oliveira Marianne Steinbrecher Thaísa Menezes Hélia Souza Carolina Albuquerque Jaqueline Carvalho Wélissa Gonzaga Fabiana Oliveira Valeska Menezes                     | Vereinigte StaatenRobyn Ah Mow-Santos Lindsey Berg Heather Bown Nicole Davis Kim Glass Tayyiba Haneef-Park Jennifer Joines Ogonna Nnamani Danielle Scott-Arruda Stacy Sykora Logan Tom Kim Willoughby                                             | ChinaFeng Kun Li Juan Liu Yanan Ma Yunwen Wang Yimei Wei Qiuyue Xu Yunli Xue Ming Yang Hao Zhang Na Zhao Ruirui Zhou Suhong                                                                                                |
| 2012    | BrasilienAdenízia Silva Paula Pequeno Danielle Lins Fabiana Claudino Thaísa Menezes Jaqueline Carvalho Fernanda Ferreira Tandara Caixeta Natália Pereira Sheilla Castro Fabiana Oliveira Fernanda Rodrigues                            | Vereinigte StaatenDanielle Scott-Arruda Tayyiba Haneef-Park Lindsey Berg Tamari Miyashiro Nicole Davis Jordan Larson Megan Hodge Christa Harmotto Logan Tom Foluke Akinradewo Courtney Thompson Destinee Hooker                                   | JapanErika Araki Yukiko Ebata Kaori Inoue Maiko Kano Saori Kimura Hitomi Nakamichi Ai Otomo Saori Sakoda Yūko Sano Risa Shinnabe Yoshie Takeshita Mai Yamaguchi                                                            |
| 2016    | ChinaDing Xia Gong Xiangyu Hui Ruoqi Lin Li Liu Xiaotong Wei Qiuyue Xu Yunli Yan Ni Yang Fangxu Yuan Xinyue Zhang Changning Zhu Ting                                                                                                   | SerbienTijana Bošković Jovana Brakočević Bianka Buša Tijana Malešević Brankica Mihajlović Jelena Nikolić Maja Ognjenović Silvija Popović Milena Rašić Jovana Stevanović Stefana Veljković Bojana Živković                                         | Vereinigte StaatenRachael Adams Foluke Akinradewo Kayla Banwarth Alisha Glass Christa Harmotto Kimberly Hill Jordan Larson Carli Lloyd Karsta Lowe Kelly Murphy Kelsey Robinson Courtney Thompson                          |
| 2020    | Vereinigte StaatenFoluke Akinradewo Michelle Bartsch-Hackley Andrea Drews Micha Hancock Kimberly Hill Jordan Larson Chiaka Ogbogu Jordyn Poulter Kelsey Robinson Jordan Thompson Haleigh Washington Justine Wong-Orantes               | BrasilienCamila Brait Tandara Caixeta Macris Carneiro Ana Beatriz Corrêa Ana Carolina da Silva Ana Cristina de Souza Fernanda Garay Carol Gattaz Gabriela Guimarães Rosamaria Montibeller Natália Pereira Roberta Ratzke                          | SerbienBianka Buša Mina Popović Slađana Mirković Brankica Mihajlović Maja Ognjenović Ana Bjelica Maja Aleksić Milena Rašić Silvija Popović Tijana Bošković Bojana Milenković Jelena Blagojević                             |
| 2024    | ItalienEkaterina Antropova Caterina Bosetti Carlotta Cambi Anna Danesi Monica De Gennaro Paola Egonu Sarah Luisa Fahr Gaia Giovannini Marina Lubian Loveth Omoruyi Alessia Orro Myriam Sylla                                           | Vereinigte StaatenLauren Carlini Annie Drews Micha Hancock Jordan Larson Chiaka Ogbogu Kathryn Plummer Jordyn Poulter Dana Rettke Kelsey Robinson Cook Avery Skinner Jordan Thompson Justine Wong-Orantes                                         | BrasilienNatália Araújo Macris Carneiro Júlia Bergmann Nyeme Costa Ana Carolina da Silva Ana Cristina de Souza Diana Duarte Gabriela Guimarães Thaísa Menezes Rosamaria Montibeller Roberta Ratzke Lorenne Teixeira        |